# Otto Dörrenberg

Otto Dörrenberg

Otto Dörrenberg (* 9. Juni 1888 in Eckenhagen-Lepperhof; † 3. Dezember 1961 ebenda) war ein deutscher Politiker (NSDAP).

## Leben und Wirken
Dörrenberg wurde als Sohn eines selbstständigen Landwirtes geboren. Nach dem Besuch der Volksschule wurde er an einer landwirtschaftlichen Schule ausgebildet. Von 1908 bis 1910 gehörte Dörrenberg dem 5. Westfälischen Infanterie-Regiment 53 in Köln-Kalk an. Im Juli 1911 ließ er sich als selbstständiger Landwirt in Lepperhof bei Eckenhagen nieder. Im selben Jahr heiratete er.
Von August 1914 bis März 1916 nahm Dörrenberg am Ersten Weltkrieg teil. Nach dem Krieg kehrte er in seinen Beruf als Landwirt zurück. Zum 1. Oktober 1929 trat Dörrenberg in die NSDAP ein (Mitgliedsnummer 157.304). Am 26. August 1930 wurde er außerdem Mitglied der SA, in der er nacheinander zum Sturmführer (10. März 1931), Sturmbannführer (15. September 1931) und Obersturmführer befördert wurde.
Vom März 1933 bis zum April 1938 saß Dörrenberg als Abgeordneter im Reichstag, in dem er den Wahlkreis 20 (Köln-Aachen) vertrat. Als Abgeordneter stimmte er unter anderem für das von Regierung Hitler eingebrachte Ermächtigungsgesetz vom März 1933.
Dörrenberg war ferner Mitglied des Gemeinderates seiner Heimat, Mitglied der Landwirtschaftskammer in Bonn sowie Kreistags- und Provinziallandtagsabgeordneter.